# Malcolm Young
Malcolm Mitchell Young (Glasgow, 6 gennaio 1953 – Sydney, 18 novembre 2017) è stato un chitarrista britannico naturalizzato australiano, cofondatore, insieme al fratello Angus, del celebre gruppo hard rock AC/DC.

## Biografia
Era il penultimo di sei fratelli, dei quali l'ultimo era Angus. Formò la band con il fratello più piccolo quando avevano 20 e 18 anni, insieme al cantante Dave Evans, sostituito nel 1974 con Bon Scott.
Era sposato con Linda Young e aveva due figli, Cara e Ross.
Fra i gruppi in cui ha suonato al di fuori degli AC/DC si possono ricordare i Belzebub Blues e i Velvet Underground (semplice omonimo del celebre gruppo di Lou Reed).
Alla fine del Black Ice Tour gli fu diagnosticato un cancro ai polmoni, che i medici sono stati in grado di guarire grazie ad un intervento eseguito in tempi record; tuttavia Young ha lasciato gli AC/DC nell'aprile del 2014 per sottoporsi ad un trattamento per la demenza e, successivamente, nel settembre 2014, il management della band ha annunciato che il suo ritiro sarebbe stato definitivo.

## Morte
Nonostante avesse vinto il cancro ai polmoni, a Malcolm Young furono diagnosticati, dopo poco tempo, dei problemi cardiaci  che costrinsero i medici a inserirgli un pacemaker. Complice anche una forma di demenza, le condizioni di salute di Malcolm peggiorarono progressivamente fino a condurlo alla morte il 18 novembre 2017 all'età di 64 anni.
Riposa nel Waverley Cemetery
a Bronte, Nuovo Galles meridionale, Australia.

## Tecnica
La tecnica di chitarra ritmica di Malcolm Young (la maggior parte delle linee soliste venivano affidate ad Angus) era molto apprezzata dagli esperti del settore. Alcuni dei riff più famosi degli AC/DC, tra cui quello di Back in Black, sono stati ideati proprio da Malcolm e spesso nascevano da un incastro di accordi aperti, relative varianti e potenti power chord, con l'onnipresente distorsione. Ed è proprio per la semplice formula dei tre accordi che il 27 luglio 2019, Scott Ian, chitarrista degli Anthrax lo ha definito il chitarrista ritmico migliore di sempre.

## Equipaggiamento

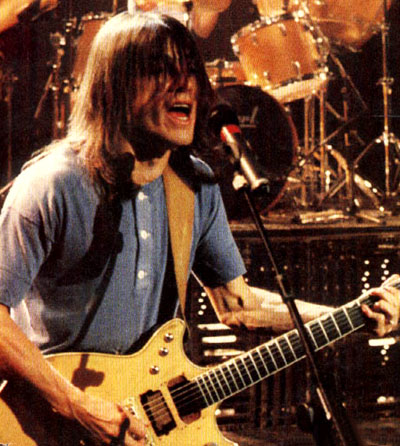
Malcolm Young nel 1990

Durante la sua carriera, Young ha usato una Gretsch Jet Firebird del 1963 a cui sono stati rimossi il pickup al manico, il pick-up centrale e i suoi relativi controlli. Usava corde molto spesse (per avere più punch nei suoi riff) marca Gibson 900Ms spessore 0.012/0.56. Usava plettri Fender "extra-heavy" (spessore mm 1,21) e i suoi personalizzati Ernie Ball, con logo della band su un lato e la sua firma sull'altro. In tutta la sua carriera non ha mai cambiato chitarra (eccezione fatta per chitarre di backup o per la Gretsch White Falcon usata occasionalmente, visibile nei videoclip di Back in Black, What Do You Do For Money Honey, Let Me Put My Love Into You, Rock and Roll Ain't Noise Pollution ,You Shook Me All Night Long ed in quello di Hells Bells).
Per quanto riguarda gli amplificatori, Young prediligeva i Marshall e come suo fratello, ha usato principalmente la testata Super Lead e uno stack di casse 1960AX e BX. Tra le altre testate usate vi sono una 1992 Super Bass Head da 100 W e una JTM 45/100 da 100 W.

## Discografia

### Album in studio
- 1974 – High Voltage (edizione australiana)
- 1975 – T.N.T.
- 1976 – High Voltage (edizione mondiale)
- 1976 – Dirty Deeds Done Dirt Cheap
- 1977 – Let There Be Rock
- 1978 – Powerage
- 1979 – Highway to Hell
- 1980 – Back in Black
- 1981 – For Those About to Rock
- 1983 – Flick of the Switch
- 1985 – Fly on the Wall
- 1988 – Blow Up Your Video
- 1990 – The Razors Edge
- 1995 – Ballbreaker
- 2000 – Stiff Upper Lip
- 2008 – Black Ice
- 2014 – Rock or Bust (solo songwriting)
- 2020 – Power Up (dedica postuma)

### EP
- 1984 – '74 Jailbreak

### Colonne sonore
- 1986 – Who Made Who
- 2010 – Iron Man 2

### Box Set
- 1997 – Bonfire
- 2009 – Backtracks